# شان جردن
شان جردن (به انگلیسی: Shaun Jordan) (زادهٔ ۱ فوریهٔ ۱۹۶۸) شناگر اهل ایالات متحده آمریکا است.